# Arrigo Levi
Arrigo Levi (Modena, 17 luglio 1926 – Roma, 24 agosto 2020) è stato un giornalista, scrittore e conduttore televisivo italiano.
Fu il primo giornalista a condurre un telegiornale in Italia.

## Biografia

### Carriera giornalistica
Appartenente a una famiglia della comunità ebraica di Modena, nacque nella residenza estiva di famiglia, a San Martino di Mugnano (otto km da Modena). Il padre Enzo era un noto avvocato, ricordato negli annali dell'automobilismo per aver redatto l'accordo fondativo che sancì la nascita della Scuderia Ferrari. La madre, Ida Donati, discendeva da Donato Donati, mercante arrivato a Modena nel XVII secolo da Finale Emilia (MO), che aveva introdotto il grano saraceno nel Ducato estense. Lo zio materno Pio Donati, avvocato antifascista, era deputato del Partito Socialista Italiano ed a causa della sua ostilità al regime era stato costretto all'esilio in Belgio, morendovi nel 1927.
La serena adolescenza di Levi fu improvvisamente interrotta dalle leggi razziali, che entrarono in vigore all'inizio dell'anno scolastico 1938/39, quando Levi frequentava il ginnasio al Liceo classico «Muratori» (lo stesso in cui avevano studiato un fratello e due sorelle, e prima di loro il padre): lì sostenne privatamente l'esame di fine anno. Dall'anno successivo, come allievo della «Scuola media ebraica paterna», continuò a sostenere gli esami privatamente presso il Liceo scientifico «Tassoni», fino alla maturità. Nel 1942 trovò salvezza con i genitori in Argentina. A Buenos Aires iniziò gli studi universitari e nel 1943 intraprese la carriera giornalistica, come collaboratore de L'Italia libera, giornale del Partito d'Azione.
Dopo la guerra tornò con la famiglia a Modena, appena in tempo perché suo padre potesse partecipare, il 2 giugno 1946, al referendum istituzionale. A Modena completò gli studi universitari, laureandosi in filosofia, e continuò la sua carriera giornalistica presso il giornale L'Unità Democratica diretto dal conterraneo Guglielmo Zucconi. Trasferitosi in Israele si arruolò volontario nelle brigate del Negev e partecipò alla prima guerra arabo-israeliana, scrivendo corrispondenze dal conflitto per i quotidiani Libertà e Gazzetta di Modena (con direttore ancora Guglielmo Zucconi), nonché per la rivista socialista Critica Sociale diretta da Ugo Guido Mondolfo.
Si trasferì successivamente a Londra, dove lavorò al programma Radio Londra presso la BBC. Successivamente fu corrispondente del quotidiano torinese Gazzetta del Popolo. Dal 1953 al 1959 inviò le sue corrispondenze da Roma al quotidiano Corriere d'Informazione, edizione pomeridiana del Corriere della Sera.
Nel 1960 si trasferì a Mosca. Qui, fino al 1962, fu corrispondente del Corriere della Sera e poi, fino al 1966, corrispondente del Giorno. Nel 1966 passò alla Rai, dove condusse il telegiornale fino al 1968 (e fu questa un'innovazione, in quanto fino ad allora apparivano sul video annunciatori professionisti e non giornalisti). Tornò alla carta stampata nel 1969, come inviato del quotidiano torinese La Stampa, incarico che ricoprì fino al 1973, quando divenne direttore dello stesso. Rimase a Torino fino al 1978. Dal 1979 al 1983 collaborò con il Times, curando la rubrica di affari internazionali. Nel 1988 divenne capo editorialista del Corriere della Sera e dal 1998 al 15 maggio 2013 fu Consigliere per le relazioni esterne del Quirinale, prima con Carlo Azeglio Ciampi e poi con Giorgio Napolitano.

### La televisione
Oltre al telegiornale, al quale si dedicò nella metà degli anni sessanta, Levi legò il suo nome a molte trasmissioni televisive, in gran parte realizzate per la RAI. Tra queste: Tam Tam (1981), Punto sette e Punto sette, una vita. In seguito lavorò per Canale 5, guidando il programma Tivù Tivù con Angelo Campanella (dal 1987 al 1988). Lavorò di nuovo per la RAI con le trasmissioni I giorni dell'infanzia (1993), Emozioni Tv (1995) e Gli archivi del Cremlino (1997), della quale fu anche autore. Nel 1999, su Rai 1, condusse C'era una volta la Russia.

### Morte
Arrigo Levi è morto a Roma il 24 agosto 2020, all'età di 94 anni a causa di un tumore.

## Vita privata
Sposò Carmela Lenci e da lei ebbe una figlia, Donatella.

## Opere
- Il potere in Russia, Bologna, il Mulino, 1965; 1967.
- Il comunismo da Budapest a Praga 1956-1968, con Enzo Bettiza e Ennio Ceccarini, Roma, Edizioni della voce, 1969.
- La televisione all'italiana, Milano, ETAS Kompass, 1969.
- Viaggio fra gli economisti, Bologna, il Mulino, 1970.
- PCI, la lunga marcia verso il potere, Milano, ETAS Kompass, 1971.
- Un'idea dell'Italia, Milano, A. Mondadori, 1979.
- Ipotesi sull'Italia. Undici diagnosi per una crisi, Bologna, il Mulino, 1983. ISBN 88-15-00188-3.
- Intervista sul capitalismo moderno, a Giovanni Agnelli, Roma-Bari, Laterza, 1984. ISBN 88-420-2338-8.
- La DC nell'Italia che cambia, Roma-Bari, Laterza, 1984. ISBN 88-420-2430-9.
- Intervista sulla DC, a Ciriaco De Mita, Roma-Bari, Laterza, 1986. ISBN 88-420-2705-7.
- Noi: gli italiani, Roma-Bari, Laterza, 1988. ISBN 88-420-3216-6.
- Tra Est e Ovest, Milano, Rizzoli, 1990. ISBN 88-17-84019-X.
- Yitzhak Rabin. 1210 giorni per la pace, Milano, A. Mondadori, 1996. ISBN 88-04-41603-3.
- Le due fedi, Bologna, il Mulino, 1996. ISBN 88-15-05229-1.
- La vecchiaia può attendere, ovvero L'arte di restare giovani, Milano, A. Mondadori, 1998. ISBN 88-04-42129-0.
- Rapporto sul Medio Oriente, Bologna, il Mulino, 1998. ISBN 88-15-06621-7.
- Russia del Novecento. Una storia europea, Milano, Corbaccio, 1999. ISBN 88-7972-310-3.
- Dialoghi di fine millennio. Arrigo Levi, Andrea Riccardi, Eugenio Scalfari si confrontano con Carlo Maria Martini, Milano, Biblioteca universale Rizzoli, 1999. ISBN 88-17-25856-3.
- Dialoghi sulla fede, con Vincenzo Paglia e Andrea Riccardi, Bologna, il Mulino, 2000. ISBN 88-15-07409-0.
- Cinque discorsi tra due secoli, Bologna, il Mulino, 2004. ISBN 88-15-09913-1.
- America latina. Memorie e ritorni, Bologna, il Mulino, 2004. ISBN 88-15-10152-7.
- Un paese non basta, Bologna, il Mulino, 2009. ISBN 978-88-15-13098-3.
- Da Livorno al Quirinale. Storia di un italiano, intervista a Carlo Azeglio Ciampi, Bologna, il Mulino, 2010. ISBN 978-88-15-13793-7.
- Gente, luoghi, vita, Torino, Aragno, 2013. ISBN 978-88-8419-608-8.

## Riconoscimenti
- Premio Saint-Vincent per il giornalismo (1970)
- Premio Trento per il giornalismo (1987)
- Premio Luigi Barzini all'inviato speciale dell'anno (1995)
- Premio Ischia Internazionale di Giornalismo (2001)
- Premio Procida Isola di Arturo Elsa Morante per la saggistica (2004)[9]
- Premio Guidarello per il Giornalismo d'Autore (2006)
- Premio letterario Giorgio Calcagno (2008)[6]
- Premio giornalistico nazionale Novara diventa – La tradizione di innovare (2012)[6]
- Premio PulciNellaMente per la comunicazione (2012)[10][11]
- Premio di cultura politica Giovanni Spadolini (2013)[6]